# Джига, Нассер
Якуба́ Нассе́р Джига́ (фр. Yacouba Nasser Djiga; род. 15 ноября 2002, Бобо-Диуласо) — буркинийский футболист, защитник клуба «Вулверхэмптон Уондерерс» и сборной Буркина-Фасо, на правах аренды выступающий за «Рейнджерс».

## Клубная карьера
Джига начал профессиональную карьеру на родине клубе «Витесс». Летом 2021 года Нассер перешёл в швейцарский «Базель». 29 июля в отборочном поединке Лиги конференций против албанского «Партизани» Джига дебютировал за основной состав. 24 октября в матче против «Лугано» он дебютировал в швейцарской Суперлиге. Летом 2022 года Нассер был арендован французским «Нимом». 1 октября в матче против «Парижа» он дебютировал в Лиге 2.
Летом 2024 года Джига на правах аренды перешёл в сербский клуб «Црвена звезда». 30 сентября в матче против «Раднички» он дебютировал в сербской Суперлиге.

## Международная карьера
В 2021 году Джига в составе молодёжной сборной Буркина-Фасо принял участие в молодёжном Кубке Африки в Мавритании. На турнире он сыграл в матчах против команд Туниса, ЦАР, Намибии и Уганды.
24 марта 2022 года в товарищеском матче против сборной Косово Джига дебютировал за сборную Буркина-Фасо.
В 2024 году Джига принял участие в Кубке Африки 2023 в Кот-д’Ивуаре. На турнире он сыграл в матче против сборной Алжира.